# KK Park
KK Park ( em chinês:  KK園區 ) é um nome coletivo para fábricas de fraude localizadas em Myawaddy, Mianmar . Localizado próximo ao rio Moei, na fronteira entre Mianmar e Tailândia, o complexo é um importante centro de fraude na Internet e tráfico de pessoas na região do Triângulo Dourado .

## História
O complexo foi construído entre 2019 e 2021, com construções adicionais desde 2023. Dezenas dessas fábricas de fraude foram identificadas e divulgadas pela mídia. Segundo a DW, existem pelo menos 12 locais de fraude perto da fronteira com a Tailândia.
Em agosto de 2022, a junta militar de Mianmar realizou varreduras massivas visando centenas de empresas de fraude na Internet em Myawaddy, forçando essas empresas a se mudarem para Yangon.
Em 7 de junho de 2023, as autoridades tailandesas anunciaram que interromperam o fornecimento de energia ao KK Park e ao Shwe Kokko porque a junta militar de Mianmar não renovou o contrato de fornecimento de energia.

## Atividades
Diz-se que o projeto do KK Park foi estabelecido em conjunto pela União Nacional Karen (KNU) e empresas chinesas afiliadas ao líder da tríade Wan Kuok-koi . A KNU tem estado sob pressão devido ao seu alegado envolvimento no KK Park e outras atividades ilegais, e tem enfrentado exigências de demissão de alguns dos seus membros mais antigos. Antigos trabalhadores identificaram soldados das Forças de Guarda de Fronteira de Mianmar como estando presentes no complexo.
Trabalhadores de todo o Sudeste Asiático foram coagidos a realizar golpes online, incluindo investimentos em criptomoedas, e a suportar tortura e prisão ilegal. Uma investigação de 2024 realizada pela emissora estatal alemã Deutsche Welle descobriu que os trabalhadores do KK Park são submetidos a jornadas de trabalho de 17 horas e são frequentemente espionados, torturados e ameaçados de assassinato quando tentam fugir do complexo. Passaportes e celulares dos trabalhadores foram confiscados para impedir a comunicação não monitorada com o mundo exterior. O complexo inclui supermercados, hospital, restaurantes e hotéis para formar uma comunidade fechada . Também foi relatado que houve extração ilegal de órgãos dentro do KK Park. As vítimas do KK Park só podem sair do local pagando uma taxa de "rescisão de contrato", que é calculada com base no custo inflacionado do transporte e em quanto dinheiro as vítimas ganharam para as empresas de fraude. As vítimas, muitas vezes, tê de pedir dinheiro emprestado a familiares e amigos para pagar esta taxa.
Um representante do United States Institute of Peace declarou que havia pelo menos 20.000 golpistas no KK Park e num parque semelhante em Shwe Kokko em julho de 2023.
A KNU anunciou que irá investigar cinco dos seus membros acusados de terem ligações com o KK Park e que irá cooperar com a China e a Tailândia para livrar a zona fronteiriça da criminalidade. A área onde o KK Park foi construído é uma região de foco para a Nova Rota da Seda do governo chinês, embora o governo chinês mais tarde se tenha distanciado do complexo devido às acusações de fraude generalizada.